# Синишин, Наталья Игоревна
Наталья Игоревна Синишин (укр. Наталя Ігорівна Синишин; род. 3 июля 1985, Сосновка, Львовская область) — украинская и азербайджанская борец, чемпионка Европы, призёр чемпионатов мира и Европейских игр. Выступала за Азербайджан на летних Олимпийских играх 2016 года в Рио-де-Жанейро.

## Биография
Родилась в 1985 году в Сосновке Львовской области Украинской ССР (СССР), после распада СССР стала гражданкой Украины. Закончила Южноукраинский национальный педагогический университет имени К. Д. Ушинского.
В 2006 году стала бронзовой медалисткой чемпионата мира. В 2007 году завоевала серебряную медаль чемпионата Европы и бронзовую медаль чемпионата мира. В 2008 году стала бронзовой медалисткой чемпионата Европы, но на   Олимпийских играх в Пекине была лишь 12-й. В 2009 году стала чемпионкой Европы, в 2012 году вновь завоевала это звание.
С 2014 года выступает за Азербайджан. В 2015 году завоевала бронзовую медаль Европейских игр. В 2016 году стала чемпионкой Европы и завоевала бронзовую медаль Олимпийских игр.

## Награды и звания
- 29 июня 2015 года Президент Азербайджана Ильхам Алиев подписал распоряжения о награждении победителей первых Европейских игр и лиц, внесших большой вклад в развитие спорта в Азербайджане. Джабраил Гасанов за большие достижения на первых Европейских играх и заслуги в развитии спорта в Азербайджане была удостоена медали «Прогресс».[1][2].
- 1 сентября 2016 года награждена Почётным дипломом Президента Азербайджанской Республики за высокие достижения, завоёванные на ХХХI летних Олимпийских играх в Рио-де-Жанейро, и заслуги в развитии спорта в Азербайджане[3].